# The xx
The xx je britská indie popová skupina, která byla založena v Londýně v roce 2008. Své debutové album, xx, vydala skupina v srpnu roku 2009. Album se umístilo v mnoha seznamech toho nejlepšího roku 2009 na vysokých pozicích. První místo dosáhlo v seznamu sestaveném magazínem The Guardian a druhé místo v seznamu magazínu NME. V roce 2010 získala kapela cenu Mercury Music Prize za jejich debutové album. Jejich druhé album s názvem Coexist bylo vydáno 10. září 2012.

## Historie skupiny

### Počátky
Kapela se seznámila během studia na londýnské škole Elliott School, ze stejné školy pochází i Hot Chip, Burial, Xan Tyler a Four Tet. Skupina, ale zlehčuje vliv, který by škola měla na jejich kariéru: "Učitel z Elliottky, který nás nikdy ani neučil, řekl jak jsme dobří. Je to trochu otravné. Na škole nám nikdo nevěnoval pozornost, byli jsme osamocení - ačkoli si jsem jistý, že nás toto naučilo jít si svou vlastní cestou." Oliver Sim a Romy Madley-Croft založili hudební duo, když jim bylo 15 let. Kytaristka Baria Qureshi se ke kapele připojila v roce 2005, kdy kapela začala veřejně vystupovat, Jamie Smith se ke kapele připojil o rok později.

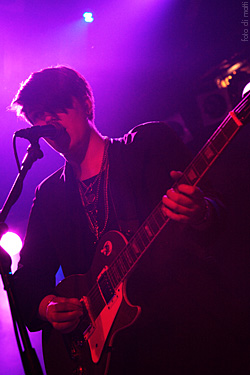
Romy Madley Croft na koncertu v Barceloně, 2009

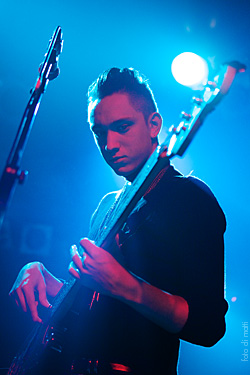
Oliver Sim na koncertu v Barceloně, 2009

### 2009–2011:xx
Debutové album skupiny s názvem xx získalo od kritiků velké uznání, od kritiků společnosti Metacritic získalo hodnocení "univerzální věhlas". Album se také velmi dobře umístilo na seznamech "Nejlepší roku", kdy se umístilo na devátém místě tohoto listu sestaveného časopisem Rolling Stone a druhém místě magazínu NME. V roce 2009 byla skupina číslem 6 na seznamu NME Seznam budoucích 50, v říjnu stejného roku byli jmenováni číslem jedna Iggyho "Top 10 kapel s nábojem" hudební televize MTV (během CMJ hudebním maratonu 2009).
Eponymní album bylo vydáno britským nezávislým nahrávacím studiem Young Turks Records 17. srpna 2009. Přestože předtím kapela spolupracovala s producenty jako jsou Diplo a Kwes, album xx produkovali sami, zatímco Jamie Smith a Rodaidh McDonald ho mixovali. Xx nahrávali toto album převážně v noci, v malé garáži, která byla součástí nahrávacího studia XL Recordings, což přispívá k dlouhé, šepotavé nátuře tohoto alba. V srpnu 2009 se kapela vydala na vlastní koncertní šňůru. The xx koncertovali společně s umělci jako jsou Friendly Fires, The Big Pink a Micachu. První úspěch zaznamenal jejich singl s názvem "Crystalised" poté, co se stal Singlem týdne hitparády iTunes (UK) (vydaný 18. srpna 2009).
Skladby z alba xx byly bohatě použity jako podkres mnoha seriálů a reklam, zahrnujíc 24/7, Person of Interest , reportáže stanice NBC z Zimních olympijských her; Odložené případy, Suits, Mercy, řecká verze Next Top Model, Bedlam, Hung, 90210, Misfits, módní přehlidka Karla Lagerfelda Podzim/Zima 2011 , Waterloo Road a film Já jsem číslo čtyři.

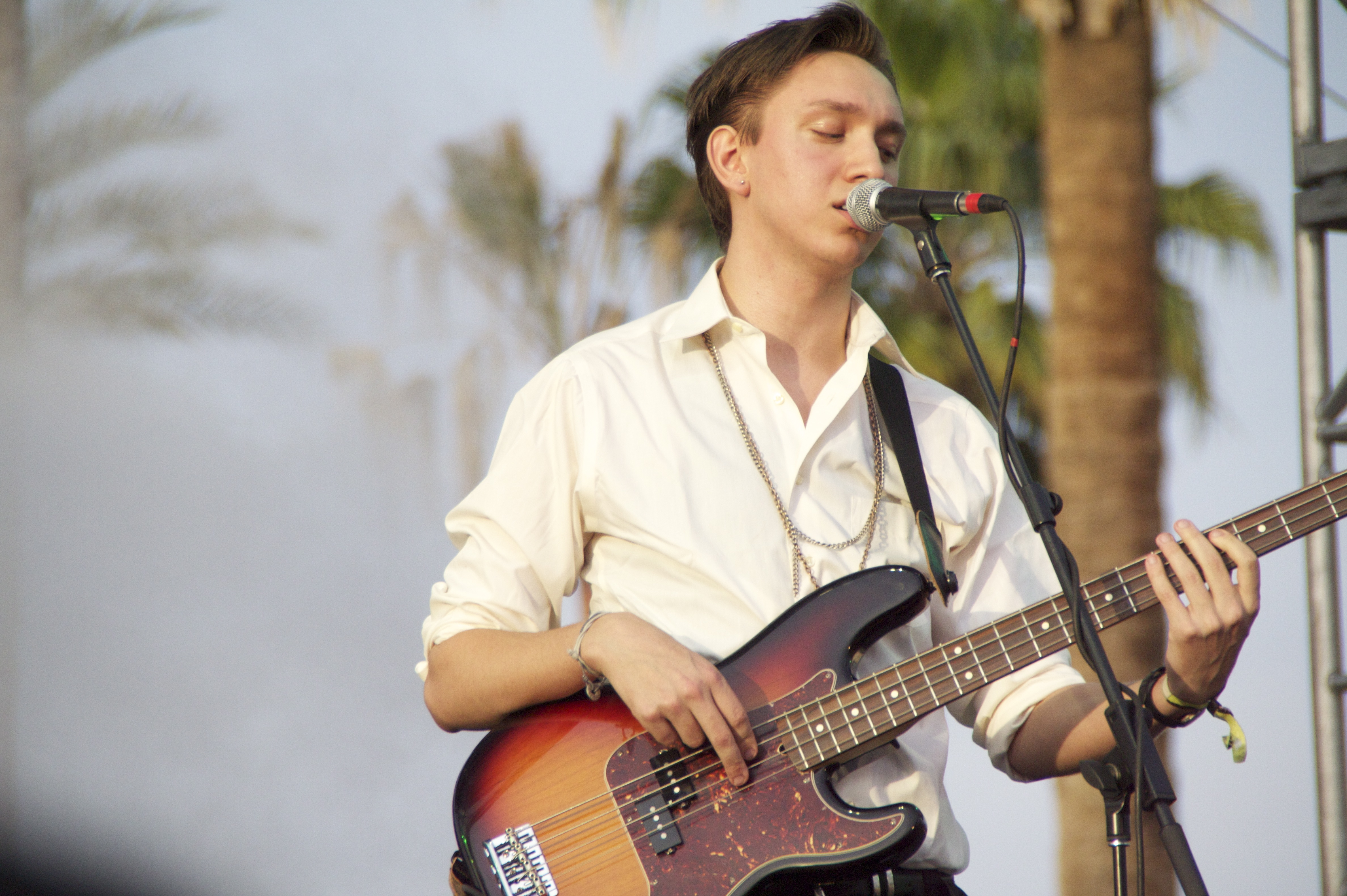
Oliver Sim na festivalu Coachella v roce 2010

Na konci roku 2009 opustila skupinu druhá kytaristka a klávesistka Baria Qureshi. Prvotní zprávy informovaly, že to bylo kvůli naprostému vyčerpání, ale Oliver Sim později sdělil, že se pro tento krok rozhodl zbytek skupiny: "Tedy abych byl fér, lidé si myslí, že kapelu opustila sama. To není pravda. To bylo rozhodnutí, na kterém jsem se já, Romy a Jamie shodli. Takhle k tomu došlo" Později Madley-Croft popsala tento odchod "jako rozvod."
V lednu roku 2010 oslovil Matt Groening kapelu, aby zahrála na festivalu All Tomorrow's Parties festival, který se odehrává v Minehead v Anglii. Kromě tohoto festivalu hrála skupina na 5 z nejvíce populárních hudebních festivalů severní Ameriky, Coachella, Sasquatch, Bonnaroo, Lollapalooza a Austin City Limits. V květnu 2010, byla skladba s názvem "Intro" použita hudební stanicí BBC v upoutávce na generální volby roku 2010. To vedlo k tomu, že kapela zahrála tento song v pořadu Newsnight.
Skladba byla taktéž zakomponována do písně zpěvačky Rihanny s názvem "Drunk on Love" z jejího alba Talk That Talk, a také zazněla na konci filmu z roku 2012 Project X, a před utkáními na evropském šampionátu konajícím se v Polsku a na Ukrajině.
Debutové album získalo v září roku 2010 Mercury Prize, v kategorii Nejlepší britské a irské album roku. Po živém přenosu z tohoto udílení cen se album vyšplhalo z šestnáctého na třetí místo britské hitparády nejlepších alb a prodejnost tohoto alba se zvýšila o 269%. Marketingová kampaň společnosti XL po tomto zásadním vítězství drasticky expandovala – od reklam v televizi přes billboardy až po internetové bannery. Díky této zvýšené publicitě prodala společnost XL Recordings více než 40,000 CD. Generální ředitel společnosti XL Ben Beardsworth tento nárůst prodejů vysvětlil takto: "Díky Mercuryho ceně...se věci velmi zrychlily a kapela získává čím dál tím větší publikum pro svou hudbu." V další propagační iniciativě zaslala společnost audio/vizuální skulpturu umělce Saama Farahmanda, když kapela koncertovala na festivalu Bestival 2010. Tato skulptura byla také součástí koncertu v korejském Soulu.
Skupina byla nominována v kategoriích 'Nejlepší britské album', 'Největší britský průlom' a 'Nejlepší britská skupina' na udílení cen 2011 BRIT Awards konajících se 15. února 2011 v londýnské O2 Aréně; kapela, bohužel, v žádné z těchto kategorií nezvítězila.

### 2011–:Coexist

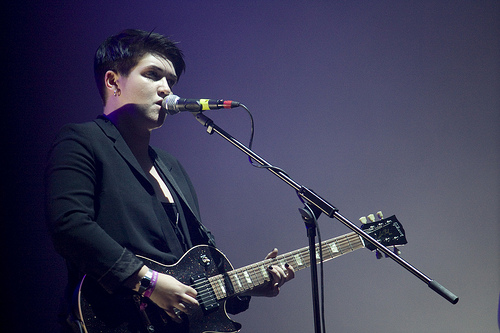
Romy Madley Croft

V březnu roku 2011 odhalil Smith své záměry vydat kapely druhé LP ještě před jejich vystoupeních na festivalech v následujícím roce a že bude album inspirováno "el. taneční hudbou". "Většina věcí, na kterých právě pracuji, je pro The xx. Zrovna se chystáme na zahájení nahrávání. Doufám, že vše stihneme dodělat právě včas před všemi festivaly, které na nás čekají příští rok, protože to je ta největší zábava." Ke zvuku alba řekl: "Všichni jsme se vrátili z turné a trochu více jsme pařili. Odešli jsme v 17 letech, takže jsme všichni přišli o ten kus života, kdy každý chodí na párty. Taneční hudba má určitě velký vliv na nadcházející album."
1. června 2012 bylo oznámeno, že druhé album s názvem Coexist bude vydáno 10. září. 16. července 2012 oznámili a vydali skladbu "Angels", která je hlavním singlem alba Coexist.
3. září 2012, ve spolupráci s Internet Explorerem, vyvěsili The xx celé album Coexist k digitálnímu stažení na jejich oficiálních stránkách, což předcházelo oficiálnímu celosvětovému vydání alba 11. září.
The xx vystupovali 9. září 2012 na festivalu Bestival před největším publikem, které kdy na tomto festivalu bylo. Skupina ohlásila své první severoamerické turné, které začalo 5. října ve Vancouveru, v Kanadě, a pokračuje postupně po celých Spojených státech a Mexiku.
V roce 2013 byli nominováni na cenu Brit Awards v kategorii Nejlepší britská skupina, jejímž vítězem se posléze stala skupina Mumford & Sons.
V dubnu roku 2013 byla zveřejněna nová skladba Together, která se objevila ve filmu Velký Gatsby natočeného podle stejnojmenné novely F. S. Fitzgeralda z roku 1925. Zároveň je tato skladba součástí oficiálního soundtracku k filmu.

## Diskografie
- xx (2009)
- Coexist (2012)
- I See You (2017)